# Châtillon-sur-Lison
Châtillon-sur-Lison ist eine ehemalige französische Gemeinde mit 8 Einwohnern (Stand: 1. Januar 2019) im Département Doubs in der Region Bourgogne-Franche-Comté.
Der Erlass vom 14. Dezember 2021 legte mit Wirkung zum 1. Januar 2022 die Eingliederung von Châtillon-sur-Lison zusammen mit der früheren Gemeinde  Cussey-sur-Lison zur neuen Commune nouvelle Cussey-sur-Lison fest. Die früheren Gemeinden erhielten hierbei nicht den Status von Communes déléguées.

## Geographie
Châtillon-sur-Lison liegt auf 380 m, etwa 19 Kilometer südlich der Stadt Besançon (Luftlinie). Die Streusiedlung erstreckt sich im Jura, auf einem Plateau rund 100 m über der Mündung des Lison in die Loue, am Fuß des Schlosshügels.
Die Fläche des Ortsgebiets umfasst einen Abschnitt des französischen Juras. Begrenzt wird das Gebiet im Osten durch den Lison und unterhalb seiner Mündung durch die Loue. Diese Flüsse bewegen sich mit gewundenem Lauf in Tälern, die ungefähr 100 m tief in die umgebenden Plateaus eingeschnitten sind und deren Hänge an einigen Orten von markanten Kalkfelswänden durchzogen sind. Die Loue fließt in einem rund 500 m breiten flachen Talboden. Von den Flussläufen erstreckt sich das Gemeindeareal westwärts auf das angrenzende Plateau von Châtillon (370 m), dem der Schlosshügel (464 m) als Zeugenberg aufsitzt und die höchste Erhebung von Châtillon-sur-Lison bildet. Ganz im Westen reicht das Gebiet auf die nächsthöhere Schichtstufe (bis 450 m).
Die Ortschaft besteht aus drei Weilern:
- Les Forges (290 m) an der Loue
- Les Granges (380 m) auf dem Plateau von Châtillon
- Le Château (464 m)

Umgeben wird die Ortschaft von den Nachbargemeinden und eines weiteren Ortsteils der Commune nouvelle:
| Rouhe                                          |                                             | Rurey  |
|                                                | Kompassrose, die auf Nachbargemeinden zeigt |        |
| Cussey-sur-Lison Ortsteil der Commune nouvelle |                                             | Lizine |

## Geschichte
An strategisch gut geschützter Lage auf einem Zeugenberg über der Mündung des Lison in die Loue wurde im 12. Jahrhundert eine Burg gegründet. Die Burg gehörte den Familien Châtillon und Chay-Vaugrenant. Mitte des 13. Jahrhunderts wurde ein weiterer Herrschaftssitz, das sogenannte Château-Dessous, erbaut, das jedoch 1479 von Truppen des Königs Ludwig XI. zerstört wurde. Im Mittelalter bildete Châtillon eine Herrschaft, die unter der Oberhoheit der Herren von Chalon stand. Zusammen mit der Franche-Comté gelangte das Dorf mit dem Frieden von Nimwegen 1678 an Frankreich. Der Besitz des Schlosses ging 1767 von den Vaugrenant an die Mouret über. Nach 1808 gab es verschiedene Besitzerwechsel; unter anderem gehörte das Schloss im 19. Jahrhundert den Besitzern der Eisenwerke. 

## Sehenswürdigkeiten
Das Schloss, das auf eine ehemalige mittelalterliche Burg zurückgeht, wurde im 16. und 17. Jahrhundert verändert und 1820 umfassend restauriert. Zu den Natursehenswürdigkeiten der Region zählen die malerischen Täler von Loue und Lison.

## Bevölkerung
| Jahr                       | 1962 | 1968 | 1975 | 1982 | 1990 | 1999 | 2004 | 2016 |
| Einwohner                  | 35   | 38   | 18   | 15   | 15   | 16   | 15   | 9    |
| Quellen: Cassini und INSEE |      |      |      |      |      |      |      |      |

Nachdem die Einwohnerzahl in der ersten Hälfte des 20. Jahrhunderts deutlich abgenommen hatte (1891 wurden noch 58 Personen gezählt), ist sie seit Mitte der 1970er Jahre praktisch konstant.

## Wirtschaft und Infrastruktur
Châtillon-sur-Lison war lange Zeit ein vorwiegend durch die Landwirtschaft und die Forstwirtschaft geprägtes Dorf. Im 19. Jahrhundert stieg seine Bedeutung dank der Eisenwerke. Damals zählte das Dorf mehr als 300 Einwohner. Mit der Einstellung des Betriebes Ende der 1870er Jahre zogen jedoch die meisten Arbeiter und Familien weg. Heute leben die Bewohner zur Hauptsache von der Tätigkeit im ersten Sektor. Außerhalb des primären Sektors gibt es fast keine Arbeitsplätze im Dorf. Einige Erwerbstätige sind auch Wegpendler, die in den umliegenden größeren Ortschaften ihrer Arbeit nachgehen.